# Chip Hanna
Chip Hanna (* 1965 in Baton Rouge, Louisiana) ist ein US-amerikanischer Alternative-Country-Singer-Songwriter, der auch als Punkrock-Schlagzeuger Bekanntheit erlangte.

## Leben
Chip Hannas Musikinteresse wurde durch seine Mutter geweckt, die auf Country-Festen sang. Im Alter von 22 Jahren begann er seine Karriere als Schlagzeuger, von 1997 bis 2000 bei U.S. Bombs, danach bei One Man Army.
Als Countrymusiker nahm er in Eigenproduktion in den frühen 2000er Jahren die beiden Solo-Alben Punk Goes Country und Haggard & Cashed Out auf, 2006 dann The Old Country, das 2007 von Rockstar Records vertrieben wurde. Auf The Old Country unterstützten ihn musikalisch Gary Kotula mit dem Kontrabass, Jayson James an der Geige und der Gitarrist Jimmy Moore. Neben weiteren Solo-Aufnahmen bei bekannteren Plattenlabels, trat er ab 2004 auch einige Jahre als Sänger zusammen mit der Band Busted Heart unter dem Namen Chip Hanna with Busted Heart auf. In dieser Formation entstanden eine Single und ein Album.
Chip Hanna, der seinen Hauptwohnsitz in Phoenix (Arizona) hat, lebt und arbeitet seit mehreren Jahren auch in Berlin. Dort gründete er unter anderem zusammen mit den Mad-Sin-Musikern Valle, Andy Laaf und Tex Morton die erfolgreiche Bandformation Chip Hanna & The Berlin Three. Bei Live-Auftritten der Band spielt der Singer-Songwriter auch immer wieder Solo-Titel.

## Diskografie
(hier nur Solo-Veröffentlichungen)

### Alben
- 2003: Punk Goes Country
- 2005: Haggard & Cashed Out
- 2007: The Old Country, Rockstar Records
- 2013: Country Or Die

### EPs & Singles
- 2006: KDAV Sunday Party (EP)
- 2007: Chip Hanna / Broadway Squad (Split-Single mit Broadway Squad)
- 2010: Outlaws: Billy The Kid & Clyde Barrow / Another Ride With Clyde
- 2010: MCD Outlaw Country Vol. 1 (mit Tony Martinez, Cliff Greenwood, Shelby Cobra)
- 2011: Mucho Americana (EP)